# メトロポリタンステークス
メトロポリタンステークスは、日本中央競馬会(JRA)が東京競馬場の芝2400mで施行する競馬の競走である。競走名は｢首都｣、｢大都市の住民｣を意味する英語が由来となっている。

## 概要
1987年に4歳以上オープン混合の別定戦芝2400mで創設。1989年から2002年までは100m短い2300mとして施行されていた。
また年によっては負担重量が別定やハンデに変わった。
またこのレースの勝ち馬のサクラチトセオー、メイショウドトウ、ツルマルボーイ、タップダンスシチー、ナカヤマフェスタ、ラブリーデイらは後にGI級競走優勝馬になっている。

## 歴史
- 1987年 - 創設。この年から1988年まで東京競馬場の芝2400mで施行。
- 1989年 - この年から2002年まで東京競馬場の芝2300mで施行。
- 2003年
  - 距離を東京競馬場の芝2400mに戻す。
  - この年のみ「東京競馬場リニューアル記念」として施行。
- 2007年 - この年のみ「東京競馬場グランドオープン記念」として施行。
- 2019年
  - 国際競走及びリステッド競走に指定される[2]。
  - 返し馬の途中から大量の雹が降り始め、同日の第11競走に行うプリンシパルステークスを含め後半の3レース（10・11・12R）が開催中止になったが、プリンシパルステークスのみ1週間延期となった[3]。

## 歴代優勝馬
コース種別を表記していない距離は、芝コースを表す。
優勝馬の馬齢は、現行表記に揃えている。
| 施行日        | 競馬場 | 距離  | 条件       | 優勝馬             | 性齢 | タイム | 優勝騎手     | 管理調教師 |
| ------------- | ------ | ----- | ---------- | ------------------ | ---- | ------ | ------------ | ---------- |
| 1987年5月30日 | 東京   | 2400m | オープン   | ニシノエイカン     | 牡5  | 2:28.9 | 柴田政人     | 伊藤雄二   |
| 1988年5月28日 | 東京   | 2400m | オープン   | ミナガワローレル   | 牡6  | 2:29.0 | 中舘英二     | 仲住芳雄   |
| 1989年4月30日 | 東京   | 2300m | オープン   | ケンタッキーパイク | 牡5  | 2:20.8 | 中舘英二     | 加藤修甫   |
| 1990年4月29日 | 東京   | 2300m | オープン   | ケンタッキーパイク | 牡6  | 2:20.8 | 中舘英二     | 加藤修甫   |
| 1991年4月28日 | 東京   | 2300m | オープン   | メイショウビトリア | 牡4  | 2:21.6 | 岡部幸雄     | 伊藤雄二   |
| 1992年5月3日  | 東京   | 2300m | オープン   | カミノスオード     | 牡4  | 2:21.8 | 田中勝春     | 高橋英夫   |
| 1993年5月2日  | 東京   | 2300m | オープン   | マーメイドタバン   | 牡4  | 2:20.4 | 大塚栄三郎   | 和田正道   |
| 1994年5月1日  | 東京   | 2300m | オープン   | サクラチトセオー   | 牡4  | 2:20.9 | 小島太       | 境勝太郎   |
| 1995年4月30日 | 東京   | 2300m | オープン   | カネツクロス       | 牡4  | 2:19.2 | 的場均       | 西塚安夫   |
| 1996年4月28日 | 東京   | 2300m | オープン   | プレイリークイーン | 牝6  | 2:19.7 | 河内洋       | 池江泰郎   |
| 1997年4月27日 | 東京   | 2300m | オープン   | マウンテンストーン | 牡4  | 2:18.9 | 田中勝春     | 小島太     |
| 1998年5月2日  | 東京   | 2300m | オープン   | サンデーカイザー   | 牡5  | 2:18.4 | 村山明       | 松元省一   |
| 1999年5月9日  | 東京   | 2300m | オープン   | セイウンエリア     | 牡4  | 2:18.3 | 岡部幸雄     | 前田禎     |
| 2000年4月29日 | 東京   | 2300m | オープン   | メイショウドトウ   | 牡4  | 2:18.5 | 安田康彦     | 安田伊佐夫 |
| 2001年4月22日 | 東京   | 2300m | オープン   | ジーティーボス     | 牡4  | 2:19.0 | 小野次郎     | 吉永正人   |
| 2002年4月21日 | 東京   | 2300m | オープン   | ツルマルボーイ     | 牡4  | 2:20.7 | 横山典弘     | 橋口弘次郎 |
| 2003年4月26日 | 東京   | 2400m | オープン   | タップダンスシチー | 牡6  | 2:23.7 | 佐藤哲三     | 佐々木晶三 |
| 2004年4月25日 | 東京   | 2400m | オープン   | シャドウビンテージ | 牡4  | 2:25.1 | 後藤浩輝     | 河野通文   |
| 2005年4月24日 | 東京   | 2400m | オープン   | キーボランチ       | 牡6  | 2:26.9 | 柴田善臣     | 宮徹       |
| 2006年4月23日 | 東京   | 2400m | オープン   | ハイアーゲーム     | 牡5  | 2:25.7 | 内田博幸     | 大久保洋吉 |
| 2007年4月21日 | 東京   | 2400m | オープン   | トウショウシロッコ | 牡4  | 2:26.3 | 吉田豊       | 大久保洋吉 |
| 2008年4月26日 | 東京   | 2400m | オープン   | アルナスライン     | 牡4  | 2:23.5 | 和田竜二     | 松元茂樹   |
| 2009年4月25日 | 東京   | 2400m | オープン   | スノークラッシャー | 牡4  | 2:33.1 | 松岡正海     | 清水利章   |
| 2010年4月24日 | 東京   | 2400m | オープン   | ナカヤマフェスタ   | 牡4  | 2:26.1 | 柴田善臣     | 二ノ宮敬宇 |
| 2011年4月24日 | 東京   | 2400m | オープン   | ケイアイドウソジン | 牡5  | 2:28.0 | 藤田伸二     | 田村康仁   |
| 2012年4月21日 | 東京   | 2400m | オープン   | スマートロビン     | 牡4  | 2:27.1 | 蛯名正義     | 松田国英   |
| 2013年4月20日 | 東京   | 2400m | オープン   | カフナ             | 牡5  | 2:24.3 | 戸崎圭太     | 池江泰寿   |
| 2014年4月26日 | 東京   | 2400m | オープン   | ラブリーデイ       | 牡4  | 2:25.2 | A.シュタルケ | 池江泰寿   |
| 2015年4月25日 | 東京   | 2400m | オープン   | ムスカテール       | 牡7  | 2:24.8 | 吉田豊       | 友道康夫   |
| 2016年4月23日 | 東京   | 2400m | オープン   | モンドインテロ     | 牡4  | 2:26.2 | 戸崎圭太     | 手塚貴久   |
| 2017年5月6日  | 東京   | 2400m | オープン   | ヴォルシェーブ     | 牡6  | 2:24.1 | 福永祐一     | 友道康夫   |
| 2018年5月5日  | 東京   | 2400m | オープン   | ベストアプローチ   | 牡4  | 2:24.8 | 川田将雅     | 藤原英昭   |
| 2020年5月9日  | 東京   | 2400m | リステッド | ウラヌスチャーム   | 牝5  | 2:25.8 | 横山典弘     | 斎藤誠     |
| 2021年5月8日  | 東京   | 2400m | リステッド | ゴールドギア       | 牡6  | 2:24.5 | 田辺裕信     | 伊藤圭三   |
| 2022年5月8日  | 東京   | 2400m | リステッド | ヴァイスメテオール | 牡4  | 2:25.9 | D.レーン     | 木村哲也   |
| 2023年5月7日  | 東京   | 2400m | リステッド | グランオフィシエ   | 牡5  | 2:27.8 | 戸崎圭太     | 久保田貴士 |
| 2024年5月4日  | 東京   | 2400m | リステッド | バトルボーン       | 牡5  | 2:23.4 | J.モレイラ   | 林徹       |
| 2025年5月11日 | 東京   | 2400m | リステッド | マイネルクリソーラ | 牡6  | 2:24.0 | 横山武史     | 手塚貴久   |

### 各回競走結果の出典
- 歴代優勝馬 - netkeiba、2022年3月31日閲覧